# Аполинарио Мабини
Аполинарио Мабини (Apolinario Mabini) е филипински теоретик и участник във Филипинската революция.
Роден е в селяческо семейство.
Автор е на конституцията на краткотрайната република от 1898-99 г., която наподобява тази на САЩ.